# Santi Francés
Santiago Francés Marín (Bilbao, Vizcaya, 7 de marzo de 1966) es un exfutbolista español que se desempeñaba como delantero.

## Clubes
| Club                         | País   | Año       |
| ---------------------------- | ------ | --------- |
| C. D. Basconia               | España | ¿?-1988   |
| Sestao S. C.                 | España | 1988-1989 |
| R. C. Deportivo de La Coruña | España | 1989-1991 |
| Sestao S. C.                 | España | 1991-1993 |